# Bada (village)
Pour les articles homonymes, voir Bada (homonymie).
Bada est une localité rurale du district de Gôh-Djiboua en Côte d'Ivoire. Administrativement rattachée au secteur communal de Divo, elle se trouve dans la région du Lôh-Djiboua.